# Paide (commune)
Ne doit pas être confondu avec la ville de Paide.
Paide est une commune rurale estonienne de la région de Järva qui s'étend sur 300 km2. Sa population est de 1 622 habitants(01/01/2012).

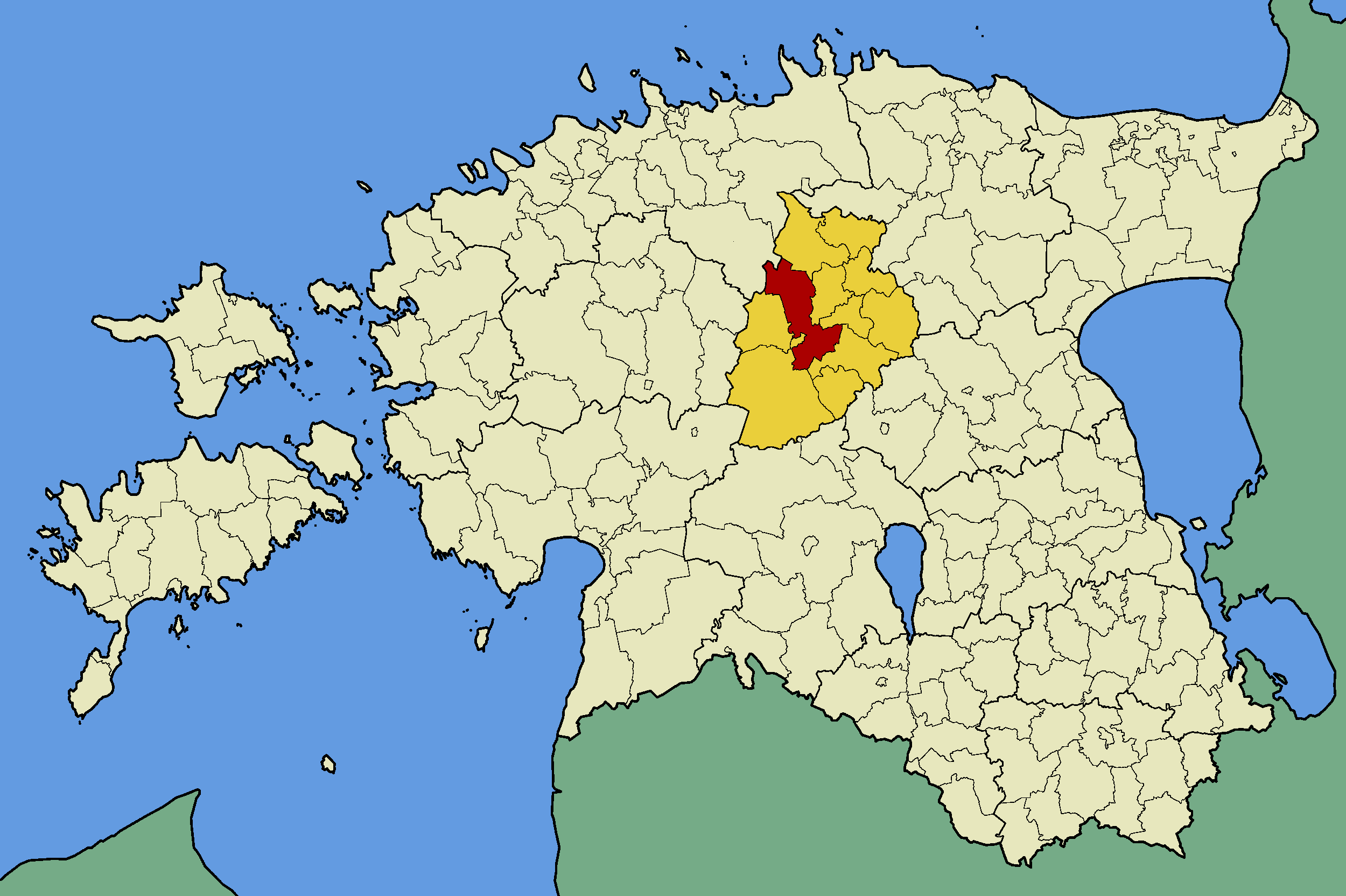
Commune de Paide (rouge)
dans le Järvamaa (jaune).

## Villages
La commune englobe les territoires de vingt-huit villages, mais ne comprend pas la ville de Paide. 
Anna küla - Eivere  - Kirila - Korba - Kriilevälja - Mustla - Mustla-Nõmme - Mäeküla - Mäo - Mündi - Nurme - Nurmsi - Ojaküla - Otiku - Pikaküla - Prääma - Puiatu - Purdi, - Sargvere - Seinapalu - Sillaotsa - Suurpalu - Sõmeru - Tarbja - Valgma - Veskiaru - Viraksaare - Võõbu.

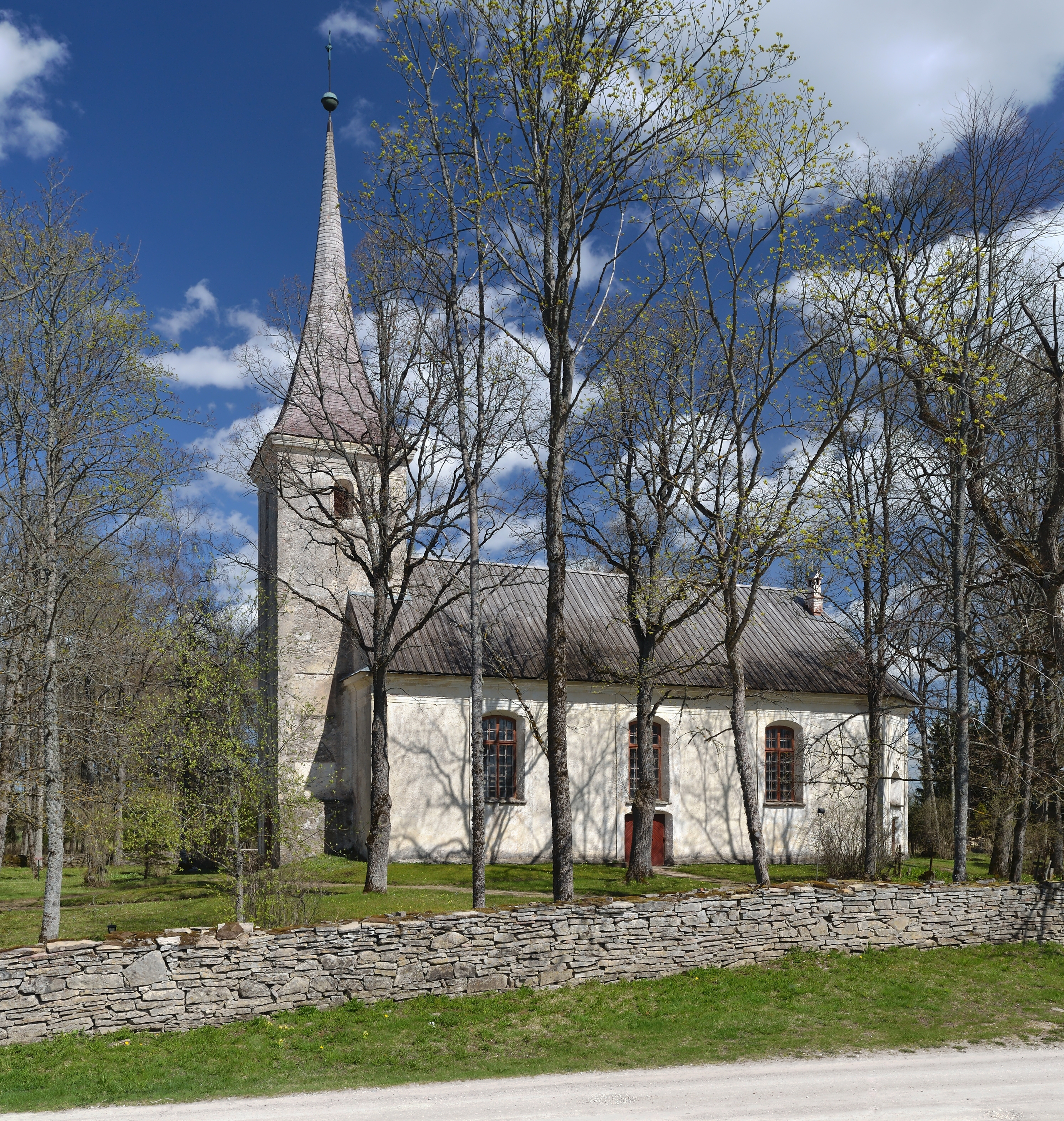
Anna
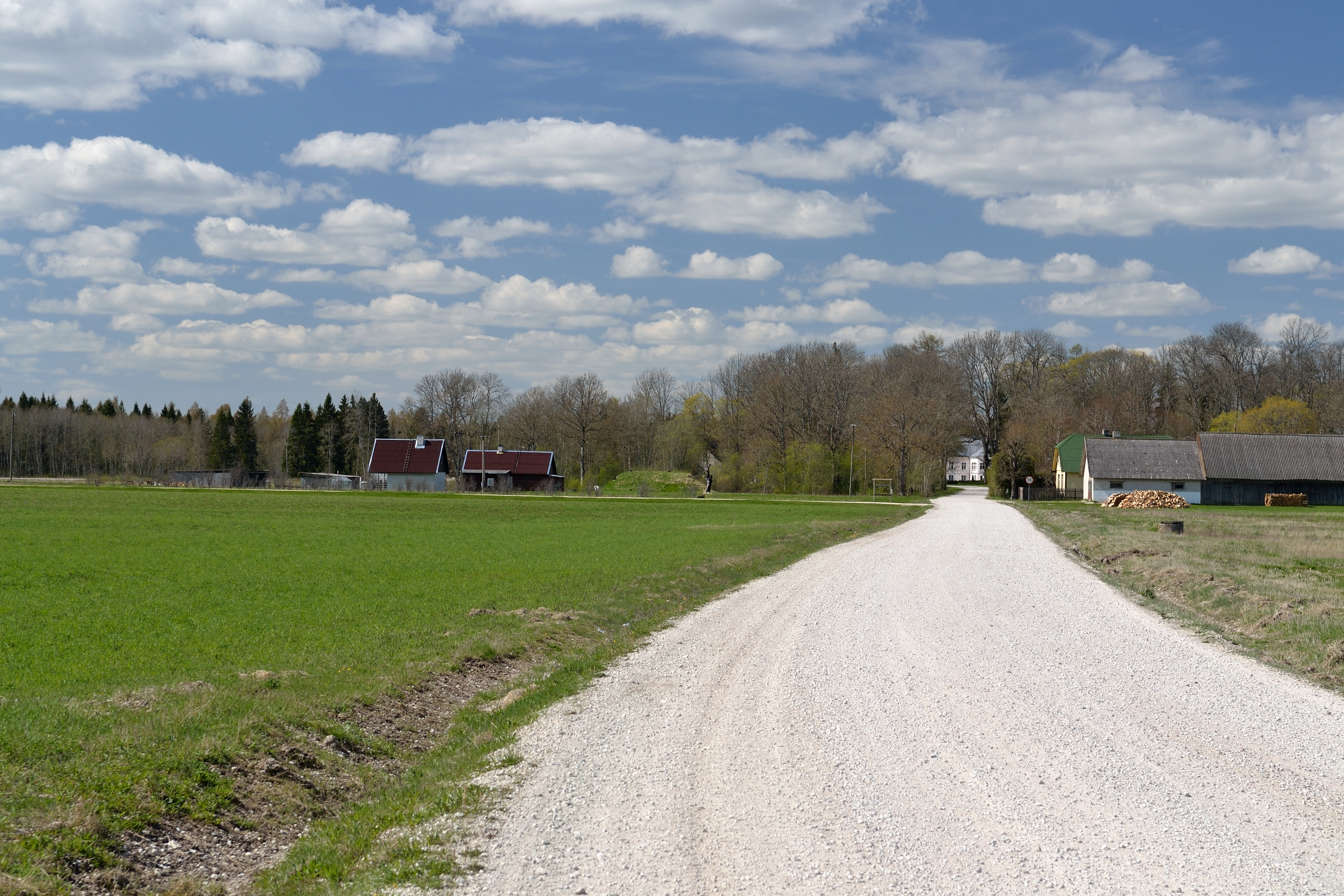
Eiavere
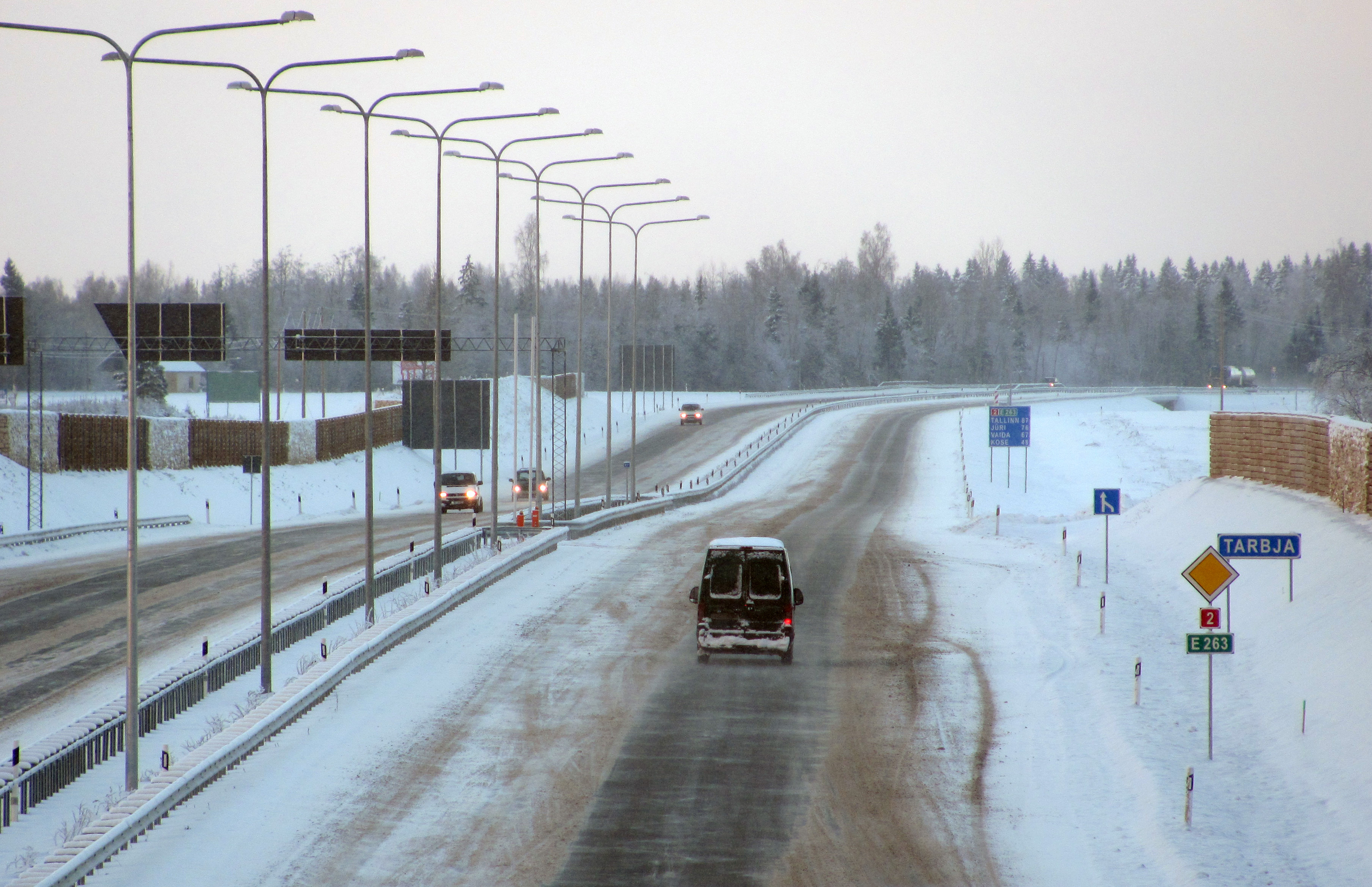
Mäo
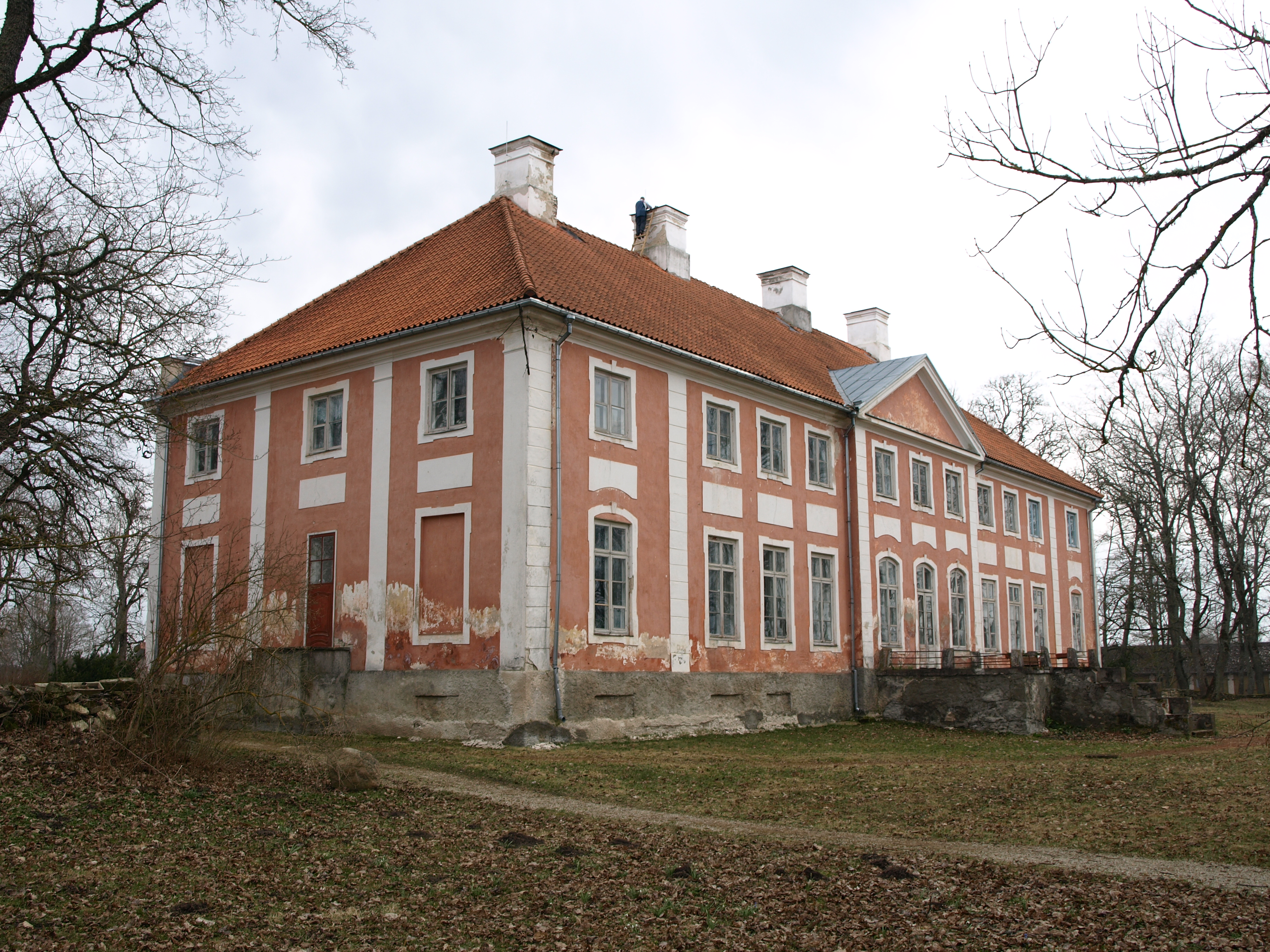
Sargvere